# Cleora sidamo
Cleora sidamo là một loài bướm đêm trong họ Geometridae.